# Basildon
Basildon este un oraș și un district ne-metropolitan situat în comitatul Essex, regiunea East of England, Anglia. Districtul are o populație de 168.600 locuitori dintre care 99.876 locuiesc în orașul propriu zis Basildon. În Basildon a luat ființă formația Depeche Mode.

## Orașe din cadrul districtului
- Basildon;
- Billericay;
- Wickford;